# Ellipanthus
Ellipanthus é um género botânico pertencente à família Connaraceae.